# Chapelle Saint-Servais de Tahier
La chapelle Saint-Servais est un édifice religieux catholique d'origine médiévale classé situé dans le hameau de Tahier faisant partie de la commune d'Ohey en province de Namur (Belgique).

## Situation
La chapelle se situe au sud du hameau condrusien de Tahier à proximité de la ferme du château, faisant l'objet du même classement. Entourée d'une haie et d'arbres, elle se situe au carrefour de la route de Goesnes et du chemin de Saint-Fontaine, à une centaine de mètres au sud et en rive droite de la Vyle, un affluent du Hoyoux. L'altitude est de 220 m.

## Historique
La tour remonte à l’époque romane, vraisemblablement au cours du XIe siècle, avec un nouveau parement et une nouvelle porte en plein cintre réalisés au XVIIe siècle alors que la nef a été reconstruite vers 1760. 

## Architecture
La chapelle bâtie en moellons de pierre calcaire du Condroz se compose d'une seule nef de deux travées percées de baies bombées et harpées. L'abside à trois pans coupés est percée d'une petite baie rectangulaire sur le pan axial. La tour d'origine médiévale est essentiellement percée par la porte d'entrée cintrée placée du côté nord. Cette tour compte trois niveaux. Le clocher est surmonté d’une flèche octogonale d’ardoises et d'une croix en fer forgé.

## Classement
La chapelle Saint-Servais et son mobilier et la ferme fortifiée (façade nord et tour de guet ainsi que la toiture de ces deux parties de l'édifice) et l'ensemble formé par ces bâtiments et les terrains qui l'entourent sont repris depuis le 4 novembre 1976 sur la liste du patrimoine immobilier classé d'Ohey